# Jackie Huggins
Jacqueline Gail Huggins, detta Jackie (Ayr, 19 agosto 1956), è una storica e attivista australiana attiva soprattutto in difesa dei diritti delle popolazioni aborigene Bidjara, del Queensland centrale, e Birri-Gubba Juru, del Queensland settentrionale.
É vicepresidente del National Congress of Australia's First People ed è stata vicedirettrice della Aboriginal and Torres Strait Islander Studies Unit dell'Università del Queensland, di cui è accademica.
È stata inoltre vicepresidente di Reconciliation Australia, presidente del Queensland Domestic Violence Council e membro del National Council for Aboriginal Recounciliation e dell'Australian Institute of Aboriginal and Torres Strait Islander Studies (ASATSIS), oltre che vicecommissario del Queensland nell'inchiesta riguardante l'allontanamento dalle famiglie dei bambini aborigeni. Nel 2001 è stata nominata membro dell'Ordine dell'Australia (AM) per il suo lavoro con le popolazioni indigene, in particolare riguardo alla riconciliazione, all'alfabetizzazione, alle problematiche femminili e alla giustizia sociale.
Ha pubblicato un ampio numero di saggi e studi inerenti alla storia e all'identità indigena. É autrice di Sistergirl (University of Queensland Press, 1998) e coautrice, con sua madre Rita Huggins, della biografia acclamata dalla critica Auntie Rita (Aboriginal Studies Press, 1994).
"Dobbiamo rispettare il diritto di ciascuno di scegliere un destino collettivo e l'opportunità per persone indigene e non indigene di sviluppare i diritti legali e politici così da poter godere del diritto di mantenere la nostra cultura, la nostra discendenza e la nostra terra come un'Australia unita."